# Endomorfismo

Ejemplo de un endomorfismo.

En matemáticas, un endomorfismo es un morfismo que tiene como codominio el mismo conjunto que su dominio . Si además el morfismo es biyectivo se suele hablar de automorfismo.

## Álgebra lineal
En álgebra lineal, cuando se hace referencia a morfismos estos lo son de espacios vectoriales, es decir, se habla de aplicaciones lineales. Por tanto, si {\displaystyle E} es un espacio vectorial, un endomorfismo es cualquier aplicación {\displaystyle f:E\rightarrow E} lineal. Siguiendo la usual identificación de las aplicaciones lineales con matrices mediante la matriz del endomorfismo en una base del espacio vectorial, el conjunto de endomorfismos en un espacio vectorial de dimensión {\displaystyle n} está en correspondencia biyectiva con el conjunto de matrices cuadradas {\displaystyle n\times n}. Esto permite definir conceptos como los de polinomio característico, polinomio mínimo o valores y vectores propios que son muy importantes en esta rama algebraica y en la geometría lineal y afín.

## Álgebra universal
Por lo general, se habla de endomorfismos dentro de cualquier categoría de morfismos (u homomorfismos). Por ejemplo, un endomorfismo del grupo {\displaystyle G} es un homomorfismo de grupos {\displaystyle h:G\rightarrow G}.
Supongamos un objeto {\displaystyle \mathbf {X} } de una cierta categoría {\displaystyle C}, y dos endomorfismos {\displaystyle f,g:\mathbf {X} \rightarrow \mathbf {X} }. La composición de funciones {\displaystyle f\circ g} es también un endomorfismo. Dado que la aplicación identidad es también un endomorfismo, se puede observar que en el conjunto de todos los endomorfismos de {\displaystyle \mathbf {X} }, {\displaystyle \operatorname {End} (\mathbf {X} )}, se pueden definir ciertas categorías.